# Арлезианка (опера)
«Арлезианка» (итал. L'arlesiana) — опера в трёх действиях, созданная итальянским композитором-веристом Франческо Чилеа в 1897 году. Либретто, написанное Леопольдо Маренко, основано на одноимённой драме Альфонса Доде (развитие сюжета одного из рассказов сборника «Письма с мельницы», 1869). К той же пьесе написал в 1872 году музыку французский композитор Жорж Бизе.
Мировая премьера состоялась в Милане (театр «Лирико») 27 ноября 1897 года. Впоследствии композитор дважды перерабатывал оперу. «Арлезианка» весьма редко ставится современными театрами, но фрагмент «Плач Федерико» остаётся одной из самых популярных арий тенорового репертуара.
Действие разворачивается на юге Франции в XIX веке. Властная мать Роза, желая разрушить связь сына Федерико с девушкой из Арля (арлезианкой), вместе с Виветтой сочиняет анонимное письмо, обвиняющее девушку в связи с Метифио. Потрясённый Федерико отрекается от возлюбленной и соглашается на брак с Виветтой, однако муки ревности приводят его к самоубийству.
| Партия     | Голос         | Пояснение                                                |
| ---------- | ------------- | -------------------------------------------------------- |
| Федерико   | тенор         | юноша, охваченный страстью к девушке из Арля             |
| Роза Мамаи | меццо-сопрано | мать Федерико, не одобряющая его любовь к арлезианке     |
| Виветта    | сопрано       | крёстная Федерико, которую Роза видит его избранницей    |
| Метифио    | баритон       | богач, связанный с тайной прошлого возлюбленной Федерико |

После знаменитой «Адрианы Лекуврёр» эта опера считается важнейшей в наследии Чилеа. На премьере в 1897 году партию Федерико исполнил Энрико Карузо. Впоследствии произведение дважды редактировалось (в 1898 и 1912 годах), а в 1937 году Чилеа добавил к опере прелюдию.  Наибольшим успехом пользовалась постановка 1935-36 годов в театре «Ла Скала» с участием Маргериты Карозио (Виветта), Тито Скипы (Федерико) и Джанны Педерцини (Роза Мамаи). 
Ария «Плач Федерико» (È la solita storia del pastore...) из второго акта считается жемчужиной тенорового репертуара: её исполняли в концертах все великие итальянские теноры XX века. В 2007 году тенор Джузеппе Фильяноти привлёк внимание к арии Alba novella, которая была по недосмотру пропущена при публикации партитуры, и теперь исполняет её в составе партии  Федерико.